# Pascala del Oro
Pascala del Oro es una localidad del estado mexicano de Guerrero. Es parte del municipio de San Luis Acatlán.

## Demografía
| Gráfica de evolución demográfica |
|                                  |

| Censo | Población |
| ----- | --------- |
| 1940  | 319       |
| 1950  | 283       |
| 1960  | 529       |
| 1970  | 577       |
| 1980  | 940       |
| 1990  | 819       |
| 2000  | 1 440     |
| 2010  | 1 226     |
| 2020  | 1 247     |